# Solomon L. Spink
Solomon Lewis Spink (20 de março de 1831 – 22 de setembro de 1881) foi um advogado norte-americano que serviu como delegado pelo Território de Dakota na Câmara dos Representantes dos Estados Unidos.

## Vida
Solomon nasceu em Whitehall, Condado de Washington, Nova York e foi aceito na advocacia em 1856, começando a exercer em Burlington, Iowa. Mudou-se para Paris, Illinois em 1860 e tornou-se o editor e publicador do jornal Prairie Beacon. Spink era um membro da Câmara dos Representantes do estado de Illinois em 1864.
Em 1865, Spink foi nomeado como secretário do Território de Dakota e mudou-se para Yankton. Serviu como secretário até 1869. Foi eleito como Republicano para ser o delegado sem direito a voto por Dakota no Congresso dos EUA e serviu de 4 de março de 1869 até 3 de março de 1871. Foi um candidato que não conseguiu a reeleição em 1870 e retornou à Yankton para advogar. Concorreu novamente e de novo não conseguiu reeleger-se em 1876. Morreu em Yankton e está sepultado no Cemitério da Cidade de lá.